# Kviz (film)
Kviz (angleško Quiz Show) je ameriški zgodovinski iflm iz leta 1994, ki ga je režiral Robert Redford po scenariju Paula Attanasia in temelji na spominih Richarda N. Goodwina Remembering America: A Voice From the Sixties iz leta 1988. V glavnih vlogah nastopajo John Turturro, Rob Morrow in Ralph Fiennes, v stranskih vlogah pa Paul Scofield, David Paymer, Hank Azaria in Christopher McDonald. Zgodba prikazuje škandal ameriškega televizijskega kviza Twenty-One v 1950-tih ter vzpon in padec znanega tekmovalca Charlesa Van Dorena po razkritju Herba Stempela in kongresne preiskave Richarda Goodwina. Slednji je pri filmu sodeloval kot koproducent.
Film je bil primerno prikazan 6. septembra 1994 in se ni izkazal za finančno uspešnega, vseeno pa je naletel na dobre ocene kritikov. Na 67. podelitvi je bil nominiran za oskarja v štirih kategorijah, za najboljši film, režijo, stranskega igralca (Scofield) in prirejeni scenarij. Nominiran je bil tudi za štiri zlate globuse, za najboljši dramski film, režijo, stranskega igralca (Turturro) in scenarij, ter tri nagrade BAFTA, od katerih je bil nagrajen za najboljši prirejeni scenarij, nominiran pa še za najboljši film in stranskega igralca (Scofield).

## Vloge
- Ralph Fiennes kot Charles Van Doren
- John Turturro kot Herb Stempel
- Rob Morrow kot Richard N. »Dick« Goodwin
- David Paymer kot Dan Enright
- Paul Scofield kot Mark Van Doren
- Hank Azaria kot  Albert Freedman
- Christopher McDonald kot Jack Barry
- Adam Kilgour kot Thomas Merton
- Johann Carlo kot Toby Stempel
- Elizabeth Wilson kot Dorothy Van Doren
- Allan Rich kot Robert Kintner
- Mira Sorvino kot Sandra Goodwin
- George Martin kot Chairman Oren Harris
- Paul Guilfoyle kot Lishman
- Griffin Dunne kot Geritolov direktor
- Michael Mantell kot Pennebaker
- Martin Scorsese kot Martin Rittenhome
- Neil Ross kot napovedovalec v Twenty-One
- Barry Levinson kot Dave Garroway
- Shawn Batten kot Cornwalla sestrična
- Jeffrey Nordling kot John Van Doren
- Carole Shelley kot Cornwallova teta
- Le Clonche du Rand kot Cornwallova teta
- Calista Flockhart kot Barnard Girl